# Oversvømmelser i Europa 2021
I juli 2021 blev adskillige europæiske lande ramt af store oversvømmelser. Nogle var katastrofale og resulterede i dødsfald og udbredte ødelæggelser. Oversvømmelserne startede i Storbritannien, hvor oversvømmelser lang floder resulterede i store ødelæggelser. Senere påvirkede adskillige afvandingsområde over hele Europa, inklusive Belgien, Kroatien, Tyskland, Italien, Luxembourg, Holland, Schweiz og Østrig. Mindst 243 personer døde af oversvømmelserne, heraf 196 i Tyskland, 43 i Belgien, to i Rumænien, en i Italien og en i Østrig.
Den belgiske indenrigsminister Annelies Verlinden beskrev begivenhederne som"en af de største naturkatastrofer som vores land har oplevet." Den tyske ministerpræsident Malu Dreyer i Rheinland-Pfalz kaldte oversvømmelserne for "ødelæggende". Udover de bekræftede dødsflad forårsagede oversvømmelserne udbredte strømsvigt, evakueringer og ødelæggelse af infrastruktur og landsbrugsområder. Infrastrukturen blev særligt hårdt ramt i Belgien og Tyskland. Oversvømmelserne er estimeret til at have kostet op mod €2,55 mio i forsikrede tab, men de samlede ødelæggelser var langt højere, mindst €10 mia. Efterfølgende har videnskabsfolk, aktivister og journalister alle peget på sammenhængen mellem globale trends med ekstremvejr, særligt mere voldsomme nedbørsmængder er skab af klimaforandringer.